# Горная аптека
Горная аптека — памятник архитектуры федерального значения в Барнауле. Расположен в Центральном районе города на улице Ползунова (бывшей Петропавловской линии). Одноэтажное кирпичное здание, построено в XVIII веке.

## История
В годы освоения Сибири Барнаул являлся одним из центров аптечной сети региона. Через Горную аптеку шло снабжение госпиталей округа медикаментами, предметами ухода за больными, инструментами и медицинскими книгами. Здесь же готовили лекарства из местных трав. К концу XVIII века здание аптеки, возведённое на Петропавловской линии в 1752 году, сильно обветшало. Вместо него в 1793 году по проекту архитектора А. И. Молчанова было построено новое. Здание было прямоугольным, одноэтажным и делилось на 2 части: жилую и аптечную. В жилой части находилась квартира провизора, а в аптечной — торговый зал, лаборатория, склад, комната для учеников и погреб. Фасад дома был оформлен в стиле классицизма.
В 1839 году инспектор медицинской части Алтайского горного округа Ф. В. Геблер ходатайствовал о расширении аптеки. По ходатайству была проведена реконструкция под руководством архитектора Я. Н. Попова, в результате которой частично изменено оформление и увеличена общая площадь помещения. В современном состоянии здание имеет П-образную форму.
До 1942 года в здании размещались аптечные склады, затем — галеново-фармацевтическая лаборатория, фармацевтическая фабрика.
В 1988 году здание фабрики передано на баланс Управления культуры Алтайского края, с 1997 года находилось в оперативном управлении барнаульского Научно-производственного центра «Наследие», а с 2017 года — в ведении управления государственной охраны объектов культурного наследия Алтайского края.
Указом Президента РФ от 20 февраля 1995 года № 176 зданию бывшей Горной аптеки присвоен статус памятника архитектуры федерального значения.

## Современность
В 2010—2012 годах по согласованию с Росохранкультурой и Администрацией Алтайского края научно-производственная фирма «Алтайский букет» осуществила реставрацию памятника архитектуры «Горная аптека» согласно проекту, разработанному НПЦ «Наследие».
Сегодня в отреставрированном здании размещён Краевой туристический центр «Горная аптека», в котором функционирует Музей истории аптечного дела на Алтае и выставочный зал продукции предприятий, входящих в Алтайский биофармацевтический кластер (АБФК), а также ресторан сибирской кухни. Официальное открытие центра состоялось 15 сентября 2012 года и было приурочено к празднованию 75-летия Алтайского края.
На этих выходных мы с классом поехали в Барнаул. Мы ездили на Капитанскую дочку. На следующий день мы пошли в горную Аптеку